# Chumi (köpinghuvudort)
Chumi (kinesiska: 楚米, 楚米镇) är en köpinghuvudort i Kina. Den ligger i provinsen Guizhou, i den sydvästra delen av landet, omkring 180 kilometer norr om provinshuvudstaden Guiyang. Antalet invånare är 21 807. Befolkningen består av 10 486 kvinnor och 11 321 män. Barn under 15 år utgör 22,0 %, vuxna 15-64 år 67 %, och äldre över 65 år 9,0 %.